# مسرح إسطنبول الحكومي
مسرح إسطنبول الحكومي (بالتركية: İstanbul Devlet Tiyatrosu)‏ هو مؤسسة مسرحية رسمية تابعة للمديرية العامة لمسارح الدولة [الإنجليزية].

## تاريخ
افتتح قصر الثقافة عام 1969 في إسطنبول، حيث توجد حينها قاعات مسرحية عدى القاعات المسرحية الخاصة، كان فريق من مسرح أنقرة الحكومي يزور إسطنبول كل أسبوع لتقديم مسرحيات ثقافية. فأُنشِأت الوحدات الإدارية والبيروقراطية لمسرح الدولة داخل قصر الثقافة. تحت اسم "مسرح إسطنبول الحكومي"، الذي كان يعمل على أساس مكتبي حتى موسم 1978-1979 قبل إنشاء المسرح، حيث بدأ عمله الفعلي في 7 أبريل 1979، بعد افتتاحه بمسرحية "باف لابوف" للمخرج إرغون ساف مع الممثلين المحليين. بعد إعادة بناء قصر الثقافة، الذي احترق أثناء عرض مسرحية "مرجل الساحرة"، غُيِّر اسمهُ إلى مركز أتاتورك الثقافي. بدأ العمل الفعال لمسرح إسطنبول الحكومي بعد هذه المرحلة.
في عملية تطوير وتوسيع، ضُمّ كل من مسرح أودا ومسرح عزيز نيسين (مسرح بيريم) إلى مسرح إسطنبول الحكومي.
قدّم في مسرح إسطنبول الحكومي ما مجموعه 244 مسرحية منذ إنشائه وحتى نهاية موسم 2009-2010.

## وصلات خارجية
- صفحة ويب مسارح الدولة نسخة محفوظة 2013-02-18 على موقع واي باك مشين.